# Ørum (Viborg Kommune)
 For alternative betydninger, se Ørum. (Se også artikler, som begynder med Ørum)
Ørum er en lille by i Midtjylland med 1.448 indbyggere  (2024), beliggende på primærrute 16 mellem Randers og Viborg i Ørum Sogn. Byen ligger i Viborg Kommune og hører til Region Midtjylland.
Da der i Danmark findes en række andre byer ved navn "Ørum", kaldes denne Ørum også med tilnavnet Sønderlyng eller Ørum Tjele. Byen lå nemlig engang i Sønderlyng Herred.
Ørum var kommunesæde for Tjele Kommune og rummer desuden Tjele Centeret, som er et samlet kompleks med Forsamlingshus, motions, sports og idrætsanlæg med oplyst boldbaneanlæg, Ørum skole, kirke, plejehjemmet Højvangen, Dagli'Brugsen, bager og to tankstationer.
En bygning der tidligere har været kro og hotel (Tokani kroen)
har været hjemsted for frimenigheden Kilden.
Bygninger nu igen indrettet kursus og selskabslokaler.
Der har tidligere været to købmandsforretninger.
Der har også været en bank og en filial af Andelskassen.
Tidligere har der været jernbanestation i byens vestlige ende på Mariager-Faarup-Viborg Jernbane, hvor sporet førte videre mod vest til Vejrumbro og mod øst til Hammershøj. Togstrækningen ved Ørum er nedlagt og dele er nu brugt som cykelsti. Virksomheden Passat Energi , der sælger biobrændselsanlæg, ligger i byens vestlige ende og er en af de større arbejdspladser i byen.
Lige uden for Ørum har Gamerhuset ligget, der var Danmarks første såkaldte gaming house.
Firmaet grundlag var livestreaming af deres computerspil på Internettet.
Tæt ved Ørum ligger Forskningscenter Foulum, der er en del af Science and Technology ved Aarhus Universitet. Som nærmeste nabo til AU Foulum og Agro business park er Apple i disse år i gang med, at etablere et datacenter på omkring 250.000m2. Tjele Gods ligger også i nærheden, og syd for byen ligger Ø Bakker ved Nørreåen.Der er busforbindelse til Viborg og Randers med selskabet Midttrafik (tidligere VAFT) linje 62 og linje 953X.
Billedkunstneren Niels Frank,  komikeren Frank Hvam,, X Factor-vinderen Martin Hoberg Hedegaard er alle fra Ørum.
Ørum Beboerforening vedligeholder en borgerportal for Ørum, Foulum og Mollerup på internetadressen http://ørumborger.dk.

## Historie
Syd for landevejen nær villakvarteret Egelundsparken har arkæologer fundet spor fra yngre stenalder, der er dateret til ca. 2800 f.Kr.: 
En samling af sten, et "dødehus" og to såkaldte "stendyngegrave", der var 0,7 meter på det tykkeste sted.
Mellem stenene lå to slebne flintøkser.
Anlægstypen er kendt fra ca. 50 andre lokaliteter i Nordvest- og Midtjylland, men sammen med et fund i Kvorning er det det sydligste fund af denne type.
I nærheden af fundet fra yngre stenalder ligger også de fire meter høje Lundshøj som en af flere gravhøje der er indtegnet på et kort fra 1785.
Blandt disse er undersøgt en stærkt nedpløjet gravhøj, som menes at være fra ældre bronzealder, ca. 1400 f.Kr.–1000 f.Kr.
Der er også fundet en jernalder-boplads dateret til ca. 500 f.Kr.–350 f.Kr. og en jernaldergravplads med lidt gravgods, dateret til ældre romersk jernalder ca. 0–200 e.Kr.
Stednavneforskere regner med at navnet Ørum , via endelse -um, stammer fra begyndelse af yngre jernalder, ca. 400 e.Kr.
Ørum Kirkes skib og kor er i romansk stil, mens et sakristi i munkesten er fra gotisk tid. Det vestlige tårn er sengotisk, mens våbenhuset nok er fra renæssancen.
Kalkmalerier i våbenhuset er dateret til perioden 1550–1630.
Den ældste skrevne kilde med navnet Ørum er fra 1413.